# Xian de Lhünzhub
Cette page contient des caractères spéciaux ou non latins. S’ils s’affichent mal (▯, ?, etc.), consultez la page d’aide Unicode.
Le xian de Lhünzhub (chinois simplifié : 林周县 ; pinyin : Línzhōu Xiàn ; tibétain : ལྷུན་གྲུབ་རྫོང་, Wylie : lhun grub rdzong) est un district administratif de la région autonome du Tibet en Chine. Il est placé sous la juridiction de la ville-préfecture de Lhassa.

## Démographie
La population du district était de 54 417 habitants en 1999.